# Vòng loại Giải vô địch bóng đá U-23 châu Á 2020
Vòng loại Giải vô địch bóng đá U-23 châu Á 2020 là giải đấu bóng đá dành cho độ tuổi dưới 23 được Liên đoàn bóng đá châu Á (AFC) tổ chức nhằm xác định các đội tuyển tham dự Giải vô địch bóng đá U-23 châu Á 2020.
Tổng cộng có 44 đội tuyển tham dự vòng loại, từ đó chọn ra 16 đội tuyển đủ điều kiện để thi đấu trong vòng chung kết, bao gồm Thái Lan đã tự động vượt qua vòng loại với tư cách chủ nhà. Những trận đấu này cũng đóng vai trò là giai đoạn đầu tiên của vòng loại khu vực châu Á cho giải đấu bóng đá nam tại Thế vận hội Mùa hè 2020 ở Nhật Bản.

## Bốc thăm
Trong số 47 hiệp hội thành viên AFC, tổng cộng có 44 đội tuyển đã tham gia vòng loại. Mặc dù đã giành được một suất vào thẳng vòng chung kết, đội chủ nhà Thái Lan cũng đã quyết định tham dự vòng loại. 
Lễ bốc thăm được tổ chức vào lúc 15:00 MYT (UTC+8) ngày 7 tháng 11 năm 2018 tại tòa nhà AFC ở Kuala Lumpur, Malaysia. 44 đội tuyển được chia thành 11 bảng 4 đội. Các đội tuyển được phân chia thành hai khu vực:
- Khu vực phía Tây: 24 đội tuyển từ Tây Á, Trung Á và Nam Á, được chia thành sáu bảng 4 đội (các bảng A–F).
- Khu vực phía Đông: 20 đội tuyển từ ASEAN và Đông Á, được chia thành năm bảng 4 đội (các bảng G–K).

Các đội tuyển được xếp hạt giống theo thành tích của họ tại vòng chung kết và vòng loại của Giải vô địch bóng đá U-23 châu Á 2018 (xếp hạng tổng thể được hiển thị trong dấu ngoặc đơn; NR là viết tắt của các đội tuyển không có xếp hạng). 11 đội tuyển được xác định là các chủ nhà của các bảng đấu vòng loại trước khi bốc thăm được chia vào các bảng riêng biệt.
|           | Nhóm 1 | Nhóm 2                                                                                         | Nhóm 3                                                                                               | Nhóm 4 |
| --------- | --- | ---------------------------------------------------------------------------------------------- | --- | --- |
| Phía Tây  | 1. Uzbekistan (1) (H) 2. Qatar (3) (H) 3. Iraq (5) 4. Palestine (6) 5. Jordan (12) 6. Ả Rập Xê Út (13) (H) | 1. Syria (14) 2. Oman (15) 3. Iran (17) (H) 4. UAE (19) 5. Tajikistan (21) 6. Bahrain (26) (H) | 1. Liban (27) 2. Ấn Độ (28) 3. Kyrgyzstan (29) 4. Turkmenistan (31) 5. Nepal (34) 6. Bangladesh (37) | 1. Afghanistan (38) 2. Kuwait (NR) (H) 3. Maldives (NR) 4. Pakistan (NR) (W) 5. Sri Lanka (NR) 6. Yemen (NR) |
| Phía Đông | 1. Việt Nam (2) (H) 2. Hàn Quốc (4) 3. Malaysia (7) (H) 4. Nhật Bản (8) 5. CHDCND Triều Tiên (9)           | 1. Trung Quốc (10) 2. Úc (11) 3. Thái Lan (16) (Q) 4. Myanmar (18) (H) 5. Hồng Kông (20)       | 1. Campuchia (22) (H) 2. Indonesia (23) 3. Đông Timor (24) 4. Lào (25) 5. Singapore (30)             | 1. Mông Cổ (32) (H) 2. Brunei (33) 3. Philippines (35) 4. Đài Bắc Trung Hoa (36) 5. Ma Cao (39) (N)          |

| Phía Tây  | - Bhutan                          |
| Phía Đông | - Guam - Quần đảo Bắc Mariana (N) |

Ghi chú
- Các đội tuyển được in đậm đã vượt qua vòng loại cho vòng chung kết.
- (H): Chủ nhà của bảng đấu ở vòng loại
- (N): Không phải là thành viên của Ủy ban Olympic Quốc tế, không đủ điều kiện tham dự Thế vận hội
- (Q): Chủ nhà vòng chung kết, đã tự động vượt qua vòng loại bất kể kết quả vòng loại
- (W): Rút lui sau bốc thăm

## Đội hình
Các cầu thủ sinh vào hoặc sau ngày 1 tháng 1 năm 1997 đủ điều kiện để tham gia giải đấu.

## Thể thức
Trong mỗi bảng, các đội tuyển thi đấu vòng tròn một lượt tại địa điểm trung lập. Mười một bảng đội nhất và bốn đội nhì bảng tốt nhất sẽ lọt vào vòng chung kết. Nếu chủ nhà vòng chung kết Thái Lan kết thúc vòng loại với vị trí trong nhóm mười lăm đội này, đội nhì bảng tốt thứ năm cũng sẽ giành quyền tham dự vòng chung kết.

### Các tiêu chí
Các đội tuyển được xếp hạng theo điểm (3 điểm cho 1 trận thắng, 1 điểm cho 1 trận hòa, 0 điểm cho 1 trận thua), và nếu bằng điểm, các tiêu chí sau được áp dụng, theo thứ tự, để xác định thứ hạng (Quy định mục 9.3).
1. Điểm trong các trận đấu đối đầu giữa các đội bằng điểm;
2. Hiệu số bàn thắng thua trong các trận đấu đối đầu giữa các đội bằng điểm;
3. Số bàn thắng ghi được trong các trận đấu đối đầu giữa các đội bằng điểm;
4. Nếu có nhiều hơn hai đội bằng điểm, và sau khi áp dụng tất cả các tiêu chí đối đầu ở trên, một nhóm nhỏ của các đội tuyển vẫn còn ngang nhau, tất cả các tiêu chí đối đầu ở trên đều được áp dụng lại cho nhóm nhỏ này;
5. Hiệu số bàn thắng thua trong tất cả các trận đấu bảng;
6. Số bàn thắng ghi được trong tất cả các trận đấu bảng;
7. Loạt sút luân lưu nếu chỉ có hai đội bằng điểm và họ gặp nhau trong trận đấu cuối của bảng;
8. Điểm kỷ luật (thẻ vàng = -1 điểm, thẻ đỏ do hai thẻ vàng = -3 điểm, thẻ đỏ trực tiếp = -3 điểm, thẻ vàng và thẻ đỏ trực tiếp = -4 điểm);
9. Bốc thăm.

## Các bảng
Các trận đấu diễn ra từ ngày 22–26 tháng 3 năm 2019.
| Lươt đấu   | Các ngày            | Các trận đấu      | Các trận đấu |
| Lươt đấu   | Các ngày            | Các bảng A–E, G–J | Bảng F       |
| ---------- | ------------------- | ----------------- | ------------ |
| Lươt đấu 1 | 22 tháng 3 năm 2019 | 1 v 4, 2 v 3      | 3 v 1        |
| Lươt đấu 2 | 24 tháng 3 năm 2019 | 4 v 2, 3 v 1      | 2 v 3        |
| Lươt đấu 3 | 26 tháng 3 năm 2019 | 1 v 2, 3 v 4      | 1 v 2        |

### Bảng A
- Tất cả các trận đấu được tổ chức tại Qatar.
- Thời gian được liệt kê là UTC+3.

| VT | Đội         | ST | T | H | B | BT | BB | HS | Đ | Giành quyền tham dự            |
| -- | ----------- | -- | - | - | - | -- | -- | -- | - | ------------------------------ |
| 1  | Qatar (H)   | 3  | 2 | 1 | 0 | 9  | 2  | +7 | 7 | Giành quyền vào vòng chung kết |
| 2  | Oman        | 3  | 2 | 1 | 0 | 5  | 3  | +2 | 7 |                                |
| 3  | Afghanistan | 3  | 1 | 0 | 2 | 3  | 4  | −1 | 3 |                                |
| 4  | Nepal       | 3  | 0 | 0 | 3 | 0  | 8  | −8 | 0 |                                |

| Oman           | 1–0      | Nepal |
| -------------- | -------- | ----- |
| - Al-Malki 13' | Chi tiết |       |

| Qatar                                    | 2–0      | Afghanistan |
| ---------------------------------------- | -------- | ----------- |
| - H. Ahmad 13' - A. Al-Ahrak 35' (ph.đ.) | Chi tiết |             |

| Afghanistan           | 1–2      | Oman                                         |
| --------------------- | -------- | -------------------------------------------- |
| - Haydary 77' (ph.đ.) | Chi tiết | - Al-Matroushi 56' - Al-Ghassani 59' (ph.đ.) |

| Nepal | 0–5      | Qatar                                                                      |
| ----- | -------- | -------------------------------------------------------------------------- |
|       | Chi tiết | - A. Al-Ahrak 26' (ph.đ.), 90+2' - Al-Rawi 54', 80' - Rajbanshi 60' (l.n.) |

| Qatar               | 2–2      | Oman                         |
| ------------------- | -------- | ---------------------------- |
| - H. Ahmad 50', 73' | Chi tiết | - Al-Hidi 20' - Al-Habsi 77' |

| Nepal | 0–2      | Afghanistan                 |
| ----- | -------- | --------------------------- |
|       | Chi tiết | - Khorami 24' - Haydary 34' |

### Bảng B
- Tất cả các trận đấu được tổ chức tại Bahrain.
- Thời gian được liệt kê là UTC+3.

| VT | Đội         | ST | T | H | B | BT | BB | HS  | Đ | Giành quyền tham dự            |
| -- | ----------- | -- | - | - | - | -- | -- | --- | - | ------------------------------ |
| 1  | Bahrain (H) | 3  | 3 | 0 | 0 | 12 | 0  | +12 | 9 | Giành quyền vào vòng chung kết |
| 2  | Palestine   | 3  | 2 | 0 | 1 | 10 | 2  | +8  | 6 |                                |
| 3  | Bangladesh  | 3  | 1 | 0 | 2 | 2  | 2  | 0   | 3 |                                |
| 4  | Sri Lanka   | 3  | 0 | 0 | 3 | 0  | 20 | −20 | 0 |                                |

| Palestine | 9–0      | Sri Lanka |
| --- | -------- | --------- |
| - Al-Iwisat 7' - Emghamis 10', 30' - Dabbagh 24' - Iraqi 60' - Salma 68' - Farawi 70' (ph.đ.) - Dahla 72' (ph.đ.) - Abdelsalam 79' | Chi tiết |           |

| Bahrain         | 1–0      | Bangladesh |
| --------------- | -------- | ---------- |
| - Al-Hardan 21' | Chi tiết |            |

| Bangladesh | 0–1      | Palestine      |
| ---------- | -------- | -------------- |
|            | Chi tiết | - Abdallah 22' |

| Sri Lanka | 0–9      | Bahrain |
| --------- | -------- | --- |
|           | Chi tiết | - Marhoon 14', 45+1' - Al-Shamsi 23' - Isa 29' (ph.đ.), 85' - Khalid 31' (ph.đ.) - Al-Sherooqi 48' - Bughammar 74' (ph.đ.), 80' |

| Bangladesh                 | 2–0      | Sri Lanka |
| -------------------------- | -------- | --------- |
| - B. Ahmed 5' - Badsha 18' | Chi tiết |           |

| Palestine | 0–2      | Bahrain                                   |
| --------- | -------- | ----------------------------------------- |
|           | Chi tiết | - Al-Hardan 78' (ph.đ.) - Al-Sherooqi 89' |

### Bảng C
- Tất cả các trận đấu được tổ chức tại Iran.
- Thời gian được liệt kê là UTC+4:30.

| VT | Đội          | ST | T | H | B | BT | BB | HS | Đ | Giành quyền tham dự            |
| -- | ------------ | -- | - | - | - | -- | -- | -- | - | ------------------------------ |
| 1  | Iraq         | 3  | 2 | 1 | 0 | 7  | 0  | +7 | 7 | Giành quyền vào vòng chung kết |
| 2  | Iran (H)     | 3  | 2 | 1 | 0 | 6  | 1  | +5 | 7 | Giành quyền vào vòng chung kết |
| 3  | Turkmenistan | 3  | 0 | 1 | 2 | 1  | 5  | −4 | 1 |                                |
| 4  | Yemen        | 3  | 0 | 1 | 2 | 0  | 8  | −8 | 1 |                                |

| Iraq                                                              | 5–0      | Yemen |
| ----------------------------------------------------------------- | -------- | ----- |
| - Fouad 16', 44' (ph.đ.) - H. Jabbar 35' - Subeh 65' (ph.đ.), 79' | Chi tiết |       |

| Iran                                                  | 3–1      | Turkmenistan   |
| ----------------------------------------------------- | -------- | -------------- |
| - Bashimov 35' (l.n.) - Noorafkan 54' - Jabireh 90+2' | Chi tiết | - Gurgenov 75' |

| Turkmenistan | 0–2      | Iraq                        |
| ------------ | -------- | --------------------------- |
|              | Chi tiết | - Subeh 17' - S. Jabbar 88' |

| Yemen | 0–3      | Iran                                         |
| ----- | -------- | -------------------------------------------- |
|       | Chi tiết | - Shekari 55' - Jabireh 67' - Mehdikhani 75' |

| Turkmenistan | 0–0      | Yemen |
| ------------ | -------- | ----- |
|              | Chi tiết |       |

| Iraq | 0–0      | Iran |
| ---- | -------- | ---- |
|      | Chi tiết |      |

### Bảng D
- Tất cả các trận đấu được tổ chức tại Ả Rập Xê Út.
- Thời gian được liệt kê là UTC+3.

| VT | Đội             | ST | T | H | B | BT | BB | HS  | Đ | Giành quyền tham dự            |
| -- | --------------- | -- | - | - | - | -- | -- | --- | - | ------------------------------ |
| 1  | UAE             | 3  | 2 | 1 | 0 | 10 | 2  | +8  | 7 | Giành quyền vào vòng chung kết |
| 2  | Ả Rập Xê Út (H) | 3  | 2 | 1 | 0 | 9  | 1  | +8  | 7 | Giành quyền vào vòng chung kết |
| 3  | Liban           | 3  | 1 | 0 | 2 | 7  | 8  | −1  | 3 |                                |
| 4  | Maldives        | 3  | 0 | 0 | 3 | 0  | 15 | −15 | 0 |                                |

| UAE                                                                                  | 6–1      | Liban     |
| ------------------------------------------------------------------------------------ | -------- | --------- |
| - Z. Al-Ameri 29', 60' (ph.đ.), 69' - M. Rashid 42' - M. Al-Hammadi 55' - Yaqoub 79' | Chi tiết | - Eid 16' |

| Ả Rập Xê Út                                                                | 6–0      | Maldives |
| -------------------------------------------------------------------------- | -------- | -------- |
| - A. Al-Yami 26' - Al-Hamddan 27', 67', 73' - Ghareeb 49' - Al-Khulaif 78' | Chi tiết |          |

| Maldives | 0–3      | UAE                                                |
| -------- | -------- | -------------------------------------------------- |
|          | Chi tiết | - M. Al-Hammadi 29' - Z. Al-Ameri 49' - Shaker 76' |

| Liban | 0–2      | Ả Rập Xê Út                           |
| ----- | -------- | ------------------------------------- |
|       | Chi tiết | - A. Al-Yami 30' - S. Al-Saluli 90+3' |

| Liban                                                                               | 6–0      | Maldives |
| ----------------------------------------------------------------------------------- | -------- | -------- |
| - Kdouh 24' - Darwiche 26' - Mehanna 59' - Monzer 62' - Y. Al Haj 75' - Boutros 82' | Chi tiết |          |

| Ả Rập Xê Út        | 1–1      | UAE               |
| ------------------ | -------- | ----------------- |
| - S. Al-Saluli 64' | Chi tiết | - Z. Al-Ameri 51' |

### Bảng E
- Tất cả các trận đấu được tổ chức tại Kuwait.
- Thời gian được liệt kê là UTC+3.

| VT | Đội        | ST | T | H | B | BT | BB | HS | Đ | Giành quyền tham dự            |
| -- | ---------- | -- | - | - | - | -- | -- | -- | - | ------------------------------ |
| 1  | Jordan     | 3  | 2 | 1 | 0 | 6  | 2  | +4 | 7 | Giành quyền vào vòng chung kết |
| 2  | Syria      | 3  | 2 | 1 | 0 | 5  | 1  | +4 | 7 | Giành quyền vào vòng chung kết |
| 3  | Kuwait (H) | 3  | 1 | 0 | 2 | 4  | 6  | −2 | 3 |                                |
| 4  | Kyrgyzstan | 3  | 0 | 0 | 3 | 2  | 8  | −6 | 0 |                                |

| Syria                      | 2–0      | Kyrgyzstan |
| -------------------------- | -------- | ---------- |
| - Barakat 39' - Dali 90+4' | Chi tiết |            |

| Jordan                     | 2–1      | Kuwait             |
| -------------------------- | -------- | ------------------ |
| - Al-Barri 34' - Atieh 51' | Chi tiết | - F. Al-Otaibi 21' |

| Kyrgyzstan | 0–3      | Jordan                                                |
| ---------- | -------- | ----------------------------------------------------- |
|            | Chi tiết | - Al-Taamari 15' (ph.đ.) - Al-Zebdieh 60' - Atieh 63' |

| Kuwait | 0–2      | Syria                     |
| ------ | -------- | ------------------------- |
|        | Chi tiết | - Koaeh 10' - Barakat 23' |

| Jordan      | 1–1      | Syria         |
| ----------- | -------- | ------------- |
| - Atieh 76' | Chi tiết | - Barakat 84' |

| Kyrgyzstan            | 2–3      | Kuwait                                          |
| --------------------- | -------- | ----------------------------------------------- |
| - Batyrkanov 40', 68' | Chi tiết | - Al-Hadiyah 4' - Al-Ajmi 11' - Abdulrahman 57' |

### Bảng F
- Tất cả các trận đấu được tổ chức tại Uzbekistan.
- Thời gian được liệt kê là UTC+5.
- U-23 Pakistan đã rút lui khỏi bảng F do nước này đang có xung đột biên giới với Ấn Độ, quốc gia có đội tuyển U-23 nằm chung bảng với Pakistan.

| VT | Đội            | ST | T | H | B | BT | BB | HS | Đ | Giành quyền tham dự            |
| -- | -------------- | -- | - | - | - | -- | -- | -- | - | ------------------------------ |
| 1  | Uzbekistan (H) | 2  | 1 | 1 | 0 | 3  | 0  | +3 | 4 | Giành quyền vào vòng chung kết |
| 2  | Tajikistan     | 2  | 1 | 1 | 0 | 2  | 0  | +2 | 4 |                                |
| 3  | Ấn Độ          | 2  | 0 | 0 | 2 | 0  | 5  | −5 | 0 |                                |
| 4  | Pakistan       | 0  | 0 | 0 | 0 | 0  | 0  | 0  | 0 | Rút lui                        |

| Ấn Độ | 0–3      | Uzbekistan                                     |
| ----- | -------- | ---------------------------------------------- |
|       | Chi tiết | - Kobilov 45+1' (ph.đ.) - Abdixolikov 78', 83' |

| Tajikistan                   | 2–0      | Ấn Độ |
| ---------------------------- | -------- | ----- |
| - Yodgorov 30' - Solehov 85' | Chi tiết |       |

| Uzbekistan | 0–0      | Tajikistan |
| ---------- | -------- | ---------- |
|            | Chi tiết |            |

### Bảng G
- Tất cả các trận đấu được tổ chức tại Mông Cổ.
- Thời gian được liệt kê là UTC+8.

| VT | Đội               | ST | T | H | B | BT | BB | HS | Đ | Giành quyền tham dự            |
| -- | ----------------- | -- | - | - | - | -- | -- | -- | - | ------------------------------ |
| 1  | CHDCND Triều Tiên | 3  | 2 | 1 | 0 | 4  | 1  | +3 | 7 | Giành quyên vào vòng chung kết |
| 2  | Singapore         | 3  | 1 | 2 | 0 | 5  | 3  | +2 | 5 |                                |
| 3  | Hồng Kông         | 3  | 1 | 1 | 1 | 2  | 3  | −1 | 4 |                                |
| 4  | Mông Cổ (H)       | 3  | 0 | 0 | 3 | 1  | 5  | −4 | 0 |                                |

| Hồng Kông           | 1–1      | Singapore |
| ------------------- | -------- | --------- |
| - Tsui Wang Kit 52' | Chi tiết | - Tan 53' |

| CHDCND Triều Tiên   | 1–0      | Mông Cổ |
| ------------------- | -------- | ------- |
| - Jong Kum-song 37' | Chi tiết |         |

| Singapore  | 1–1      | CHDCND Triều Tiên  |
| ---------- | -------- | ------------------ |
| - Fandi 2' | Chi tiết | - Pak Kwang-hun 8' |

| Mông Cổ | 0–1      | Hồng Kông         |
| ------- | -------- | ----------------- |
|         | Chi tiết | - Yue Tze Nam 71' |

| CHDCND Triều Tiên                        | 2–0      | Hồng Kông |
| ---------------------------------------- | -------- | --------- |
| - Ri Kum-hyok 41' - Jon Hyok 53' (ph.đ.) | Chi tiết |           |

| Singapore                              | 3–1      | Mông Cổ           |
| -------------------------------------- | -------- | ----------------- |
| - Amiruldin 32' - Irfan 43' - Hami 71' | Chi tiết | - Khash-Erdene 3' |

### Bảng H
- Tất cả các trận đấu được tổ chức tại Campuchia.
- Thời gian được liệt kê là UTC+7.

| VT | Đội               | ST | T | H | B | BT | BB | HS  | Đ | Giành quyền tham dự            |
| -- | ----------------- | -- | - | - | - | -- | -- | --- | - | ------------------------------ |
| 1  | Hàn Quốc          | 3  | 2 | 1 | 0 | 16 | 3  | +13 | 7 | Giành quyền vào vòng chung kết |
| 2  | Úc                | 3  | 2 | 1 | 0 | 14 | 2  | +12 | 7 | Giành quyền vào vòng chung kết |
| 3  | Campuchia (H)     | 3  | 0 | 1 | 2 | 2  | 13 | −11 | 1 |                                |
| 4  | Đài Bắc Trung Hoa | 3  | 0 | 1 | 2 | 1  | 15 | −14 | 1 |                                |

| Hàn Quốc | 8–0      | Đài Bắc Trung Hoa |
| --- | -------- | ----------------- |
| - Lee Dong-jun 14' (ph.đ.), 33' - Seo Gyeong-ju 39' - Lee Si-heon 68' - Cho Young-wook 69' - Lee Dong-gyeong 72', 73', 85' | Chi tiết |                   |

| Úc                                                                          | 6–0      | Campuchia |
| --------------------------------------------------------------------------- | -------- | --------- |
| - O'Neill 21' - Champness 29', 90+3' - McGree 31' - Wilson 42' - Waring 67' | Chi tiết |           |

| Đài Bắc Trung Hoa | 0–6      | Úc                                                                  |
| ----------------- | -------- | ------------------------------------------------------------------- |
|                   | Chi tiết | - Majok 18', 24' - Deng 45+3' - Mourdoukoutas 50' - Waring 63', 88' |

| Campuchia       | 1–6      | Hàn Quốc                                                                                              |
| --------------- | -------- | --- |
| - N. Kakada 60' | Chi tiết | - Han Chan-hee 4' - Jang Ming-yu 8' - Kim Bo-sub 57' - Sovann 80' (l.n.) - Lee Dong-gyeong 84', 90+3' |

| Hàn Quốc                                   | 2–2      | Úc                    |
| ------------------------------------------ | -------- | --------------------- |
| - Cho Young-wook 26' - Lee Dong-gyeong 63' | Chi tiết | - D'Agostino 16', 24' |

| Campuchia       | 1–1      | Đài Bắc Trung Hoa |
| --------------- | -------- | ----------------- |
| - S. Kakada 40' | Chi tiết | - Ponder 57'      |

### Bảng I
- Tất cả các trận đấu được tổ chức tại Myanmar.
- Thời gian được liệt kê là UTC+6:30.

| VT | Đội         | ST | T | H | B | BT | BB | HS  | Đ | Giành quyền tham dự            |
| -- | ----------- | -- | - | - | - | -- | -- | --- | - | ------------------------------ |
| 1  | Nhật Bản    | 3  | 3 | 0 | 0 | 21 | 0  | +21 | 9 | Giành quyền vào vòng chung kết |
| 2  | Myanmar (H) | 3  | 2 | 0 | 1 | 11 | 7  | +4  | 6 |                                |
| 3  | Đông Timor  | 3  | 1 | 0 | 2 | 5  | 16 | −11 | 3 |                                |
| 4  | Ma Cao      | 3  | 0 | 0 | 3 | 3  | 17 | −14 | 0 |                                |

| Nhật Bản                                                                       | 8–0      | Ma Cao |
| ------------------------------------------------------------------------------ | -------- | ------ |
| - Machida 51' - Ueda 54', 60', 70' - Endo 67' - Maeda 69', 72' - Itakura 90+5' | Chi tiết |        |

| Myanmar | 7–0      | Đông Timor |
| --- | -------- | ---------- |
| - Hein Htet Aung 4', 5' - Myat Kaung Khant 24' - Win Naing Tun 45+2', 64' - Zayar Naing 52' - Ye Min Thu 62' | Chi tiết |            |

| Đông Timor | 0–6      | Nhật Bản                                                            |
| ---------- | -------- | ------------------------------------------------------------------- |
|            | Chi tiết | - Tagawa 24' - Kubo 54', 75' - Tatsuta 60' - Itakura 71' - Ueda 77' |

| Ma Cao | 0–4      | Myanmar                                                              |
| ------ | -------- | -------------------------------------------------------------------- |
|        | Chi tiết | - Ye Min Thu 2' - Win Naing Tun 19' (ph.đ.), 72' - Lwin Moe Aung 86' |

| Đông Timor                                                        | 5–3      | Ma Cao                                                         |
| ----------------------------------------------------------------- | -------- | -------------------------------------------------------------- |
| - Wan Tin Iao 3' (l.n.) - Gama 43' - Araújo 67', 90+3' - Cruz 79' | Chi tiết | - Jeronimo 63' (ph.đ.) - Leung Chi Seng 66' - Leong Hou In 85' |

| Nhật Bản                                                   | 7–0      | Myanmar |
| ---------------------------------------------------------- | -------- | ------- |
| - Maeda 7', 9', 44' - Iwasaki 18', 69' - Nakayama 38', 79' | Chi tiết |         |

### Bảng J
- Tất cả các trận đấu được tổ chức tại Malaysia.
- Thời gian được liệt kê là UTC+8.

| VT | Đội          | ST | T | H | B | BT | BB | HS  | Đ | Giành quyền tham dự            |
| -- | ------------ | -- | - | - | - | -- | -- | --- | - | ------------------------------ |
| 1  | Trung Quốc   | 3  | 2 | 1 | 0 | 15 | 2  | +13 | 7 | Giành quyền vào vòng chung kết |
| 2  | Malaysia (H) | 3  | 2 | 1 | 0 | 6  | 2  | +4  | 7 |                                |
| 3  | Lào          | 3  | 1 | 0 | 2 | 3  | 8  | −5  | 3 |                                |
| 4  | Philippines  | 3  | 0 | 0 | 3 | 2  | 14 | −12 | 0 |                                |

| Trung Quốc                                                                                         | 5–0      | Lào |
| -------------------------------------------------------------------------------------------------- | -------- | --- |
| - Dương Lập Du 30' (ph.đ.), 45+2' - Đan Hoan Hoan 42' - Lâm Lương Minh 90+2' - Tào Vĩnh Cạnh 90+5' | Chi tiết |     |

| Malaysia                      | 3–0      | Philippines |
| ----------------------------- | -------- | ----------- |
| - Akhyar 4', 31' - Faisal 83' | Chi tiết |             |

| Philippines | 0–8      | Trung Quốc |
| ----------- | -------- | --- |
|             | Chi tiết | - Đan Hoan Hoan 10', 77' - Hồ Tịnh Hàng 14', 42' - Hoàng Thông 19' - Lâm Lương Minh 29' - Trương Ngọc Ninh 49', 90' |

| Lào | 0–1      | Malaysia     |
| --- | -------- | ------------ |
|     | Chi tiết | - Safawi 81' |

| Lào                                                  | 3–2      | Philippines               |
| ---------------------------------------------------- | -------- | ------------------------- |
| - Latthachack 74' - Douangmaity 88' - Bounkong 90+3' | Chi tiết | - Gayoso 11', 33' (ph.đ.) |

| Malaysia                  | 2–2      | Trung Quốc                                    |
| ------------------------- | -------- | --------------------------------------------- |
| - Syahmi 10' - Danial 55' | Chi tiết | - Trương Ngọc Ninh 16' - Tưởng Thánh Long 84' |

### Bảng K
- Tất cả các trận đấu được tổ chức tại Việt Nam.
- Thời gian được liệt kê là UTC+7.

| VT | Đội          | ST | T | H | B | BT | BB | HS  | Đ | Giành quyền tham dự            |
| -- | ------------ | -- | - | - | - | -- | -- | --- | - | ------------------------------ |
| 1  | Việt Nam (H) | 3  | 3 | 0 | 0 | 11 | 0  | +11 | 9 | Giành quyền vào vòng chung kết |
| 2  | Thái Lan     | 3  | 2 | 0 | 1 | 12 | 4  | +8  | 6 | Giành quyền vào vòng chung kết |
| 3  | Indonesia    | 3  | 1 | 0 | 2 | 2  | 6  | −4  | 3 |                                |
| 4  | Brunei       | 3  | 0 | 0 | 3 | 1  | 16 | −15 | 0 |                                |

1. ↑  Thái Lan với tư cách là chủ nhà vòng chung kết, tự động vượt qua vòng loại bất kể kết quả vòng loại.

| Thái Lan                                                    | 4–0      | Indonesia |
| ----------------------------------------------------------- | -------- | --------- |
| - Shinnaphat 21' - Supachai 50' (ph.đ.), 71' - Supachok 74' | Chi tiết |           |

| Việt Nam | 6–0      | Brunei |
| --- | -------- | ------ |
| - Hà Đức Chinh 11' - Nguyễn Thành Chung 24' - Đinh Thanh Bình 45+1' - Triệu Việt Hưng 60' - Huỳnh Tấn Sinh 77' (ph.đ.) - Nguyễn Quang Hải 90+2' (ph.đ.) | Chi tiết |        |

| Brunei | 0–8      | Thái Lan |
| ------ | -------- | --- |
|        | Chi tiết | - Supachok 21' - Supachai 49', 67', 72' - Suphanat 58' - Anon 63' - Saringkan 76' (ph.đ.) - Haimie 90+3' (l.n.) |

| Indonesia | 0–1      | Việt Nam                |
| --------- | -------- | ----------------------- |
|           | Chi tiết | - Triệu Việt Hưng 90+4' |

| Indonesia               | 2–1      | Brunei             |
| ----------------------- | -------- | ------------------ |
| - Dimas 31' - Raffi 79' | Chi tiết | - Azim 85' (ph.đ.) |

| Việt Nam                                                                                  | 4–0      | Thái Lan |
| ----------------------------------------------------------------------------------------- | -------- | -------- |
| - Hà Đức Chinh 17' - Nguyễn Hoàng Đức 53' - Nguyễn Thành Chung 63' - Trần Thanh Sơn 90+2' | Chi tiết |          |

### Xếp hạng các đội nhì bảng đấu
Do số lượng đội khác nhay tại các bảng (sau khi U-23 Pakistan rút lui khỏi bảng F), kết quả của các đội đứng thứ hai đối với các đội xếp thứ tư trong bảng xếp hạng các đội nhì bảng tốt nhất sẽ không được tính.
| VT | Bg | Đội         | ST | T | H | B | BT | BB | HS | Đ | Giành quyền tham dự            |
| -- | -- | ----------- | -- | - | - | - | -- | -- | -- | - | ------------------------------ |
| 1  | H  | Úc          | 2  | 1 | 1 | 0 | 8  | 2  | +6 | 4 | Giành quyền vào vòng chung kết |
| 2  | C  | Iran        | 2  | 1 | 1 | 0 | 3  | 1  | +2 | 4 | Giành quyền vào vòng chung kết |
| 2  | E  | Syria       | 2  | 1 | 1 | 0 | 3  | 1  | +2 | 4 | Giành quyền vào vòng chung kết |
| 4  | D  | Ả Rập Xê Út | 2  | 1 | 1 | 0 | 3  | 1  | +2 | 4 | Giành quyền vào vòng chung kết |
| 5  | F  | Tajikistan  | 2  | 1 | 1 | 0 | 2  | 0  | +2 | 4 |                                |
| 6  | A  | Oman        | 2  | 1 | 1 | 0 | 4  | 3  | +1 | 4 |                                |
| 7  | J  | Malaysia    | 2  | 1 | 1 | 0 | 3  | 2  | +1 | 4 |                                |
| 8  | I  | Myanmar     | 2  | 1 | 0 | 1 | 7  | 7  | 0  | 3 |                                |
| 9  | K  | Thái Lan    | 2  | 1 | 0 | 1 | 4  | 4  | 0  | 3 | Giành quyền vào vòng chung kết |
| 10 | B  | Palestine   | 2  | 1 | 0 | 1 | 1  | 2  | −1 | 3 |                                |
| 11 | G  | Singapore   | 2  | 0 | 2 | 0 | 2  | 2  | 0  | 2 |                                |

1. 1 2 3  Điểm kỷ luật: Iran –2, Syria –2, Ả Rập Xê Út –3.
2. ↑  Thái Lan với tư cách là chủ nhà vòng chung kết, tự động vượt qua vòng loại bất kể kết quả vòng loại.

## Cầu thủ ghi bàn
Đã có 240 bàn thắng ghi được trong 63 trận đấu, trung bình 3.81 bàn thắng mỗi trận đấu.
6 bàn thắng
- Lee Dong-gyeong

5 bàn thắng
- Maeda Daizen
- Supachai Jaided
- Zaid Al-Ameri

4 bàn thắng
- Ueda Ayase
- Win Naing Tun

3 bàn thắng
- Pierce Waring
- Đan Hoan Hoan
- Trương Ngọc Ninh
- Murad Subeh
- Mohammad Atieh
- Hassan Ahmad
- Abdullah Al-Ahrak
- Abdullah Al-Hamddan
- Abd Al-Rahman Barakat

2 bàn thắng
- Omran Haydary
- Joe Champness
- Nicholas D'Agostino
- Abraham Majok
- Mohammed Al-Hardan
- Ahmed Al-Sherooqi
- Ahmed Bughammar
- Sayed Hashim Isa
- Mohamed Marhoon
- Hồ Tịnh Hàng
- Lâm Lương Minh
- Dương Lập Du
- Reza Jabireh
- Amir Fouad
- Itakura Ko
- Iwasaki Yuto
- Kubo Takefusa
- Nakayama Yuta
- Ernist Batyrkanov
- Akhyar Rashid
- Hein Htet Aung
- Ye Min Thu
- Yousef Emghamis
- Javier Gayoso
- Bassam Al-Rawi
- Saad Al-Saluli
- Abdulrahman Al-Yami
- Cho Young-wook
- Lee Dong-jun
- Supachok Sarachat
- Danilson Araújo
- Mohammed Al-Hammadi
- Bobir Abdixolikov
- Hà Đức Chinh
- Nguyễn Thành Chung
- Triệu Việt Hưng

1 bàn thắng
- Suliman Khorami
- Thomas Deng
- Riley McGree
- Tass Mourdoukoutas
- Aiden O'Neill
- Brandon Wilson
- Naseem Al-Shamsi
- Abdulaziz Khalid
- Biplu Ahmed
- Tutul Hossain Badsha
- Azim Izamuddin Suhaimi
- Narong Kakada
- Sin Kakada
- Tào Vĩnh Cạnh
- Hoàng Thông
- Tưởng Thánh Long
- Philip Ponder
- Tsui Wang Kit
- Yue Tze Nam
- Dimas Drajad
- Raffi Syarahil
- Mehdi Mehdikhani
- Omid Noorafkan
- Reza Shekari
- Hussein Jabbar
- Sajjad Jabbar
- Endo Keita
- Machida Koki
- Tagawa Kyosuke
- Tatsuta Yugo
- Ward Al-Barri
- Musa Al-Taamari
- Omar Al-Zebdieh
- Badr Abdulrahman
- Abdulmohsen Al-Ajmi
- Abdulaziz Al-Hadiyah
- Fawaz Al-Otaibi
- Bounphachan Bounkong
- Vannasone Douangmaity
- Chitpasong Latthachack
- Youssef Al Haj
- Alex Boutros
- Karim Darwiche
- Fouad Eid
- Mohammad Kdouh
- Hassan Mehanna
- Hussein Monzer
- Leong Hou In
- Leung Chi Seng
- Augusto Jeronimo
- Faisal Halim
- Danial Haqim
- Safawi Rasid
- Syahmi Safari
- Batbayar Khash-Erdene
- Myat Kaung Khant
- Lwin Moe Aung
- Zayar Naing
- Jon Hyok
- Jong Kum-song
- Pak Kwang-hun
- Ri Kum-hyok
- Muhsen Al-Ghassani
- Saud Al-Habsi
- Amran Al-Hidi
- Yousuf Al-Malki
- Ahmed Al-Matroushi
- Hani Abdallah
- Saadou Abdelsalam
- Mahmoud Al-Iwisat
- Oday Dabbagh
- Raed Dahla
- Mousa Farawi
- Dawoud Iraqi
- Mahmoud Salma
- Ayman Al-Khulaif
- Abdulrahman Ghareeb
- Amiruldin Asraf
- Ikhsan Fandi
- Irfan Fandi
- Hami Syahin
- Lionel Tan
- Han Chan-hee
- Jang Min-gyu
- Kim Bo-sub
- Lee Si-heon
- Seo Gyeong-ju
- Alaa Dali
- Kamel Koaeh
- Sharafdzhon Solehov
- Daler Yodgorov
- Anon Amornlerdsak
- Shinnaphat Leeaoh
- Suphanat Mueanta
- Saringkan Promsupa
- Henrique Cruz
- Rufino Gama
- Bagtyyar Gurgenov
- Majid Rashid
- Mohammed Ali Shaker
- Jassem Yaqoub
- Islom Kobilov
- Đinh Thanh Bình
- Huỳnh Tấn Sinh
- Nguyễn Hoàng Đức
- Nguyễn Quang Hải
- Trần Thanh Sơn

1 bàn phản lưới nhà
- Haimie Anak Nyaring (trong trận gặp Thái Lan)
- Ouk Sovann (trong trận gặp Hàn Quốc)
- Wan Tin Iao (trong trận gặp Đông Timor)
- Dinesh Rajbanshi (trong trận gặp Qatar)
- Shazada Bashimov (trong trận gặp Iran)

## Các đội tuyển vượt qua vòng loại
Dưới đây là 16 đội tuyển đã vượt qua vòng loại để tham dự vòng chung kết.
| Đội tuyển         | Tư cách vượt qua vòng loại | Ngày vượt qua vòng loại | Tham dự lần trước tại Giải vô địch bóng đá U-23 châu Á1 |
| ----------------- | -------------------------- | ----------------------- | ------------------------------------------------------- |
| Thái Lan          | Chủ nhà                    | 30 tháng 8 năm 2018     | 2 (2016, 2018)                                          |
| Qatar             | Nhất bảng A                | 26 tháng 3 năm 2019     | 2 (2016, 2018)                                          |
| Bahrain           | Nhất bảng B                | 26 tháng 3 năm 2019     | 0 (lần đầu)                                             |
| Iraq              | Nhất bảng C                | 26 tháng 3 năm 2019     | 3 (2013, 2016, 2018)                                    |
| UAE               | Nhất bảng D                | 26 tháng 3 năm 2019     | 2 (2013, 2016)                                          |
| Jordan            | Nhất bảng E                | 26 tháng 3 năm 2019     | 3 (2013, 2016, 2018)                                    |
| Uzbekistan        | Nhất bảng F                | 26 tháng 3 năm 2019     | 3 (2013, 2016, 2018)                                    |
| CHDCND Triều Tiên | Nhất bảng G                | 26 tháng 3 năm 2019     | 3 (2013, 2016, 2018)                                    |
| Hàn Quốc          | Nhất bảng H                | 26 tháng 3 năm 2019     | 3 (2013, 2016, 2018)                                    |
| Nhật Bản          | Nhất bảng I                | 26 tháng 3 năm 2019     | 3 (2013, 2016, 2018)                                    |
| Trung Quốc        | Nhất bảng J                | 26 tháng 3 năm 2019     | 3 (2013, 2016, 2018)                                    |
| Việt Nam          | Nhất bảng K                | 26 tháng 3 năm 2019     | 2 (2016, 2018)                                          |
| Úc                | Nhì bảng tốt nhất thứ 1    | 26 tháng 3 năm 2019     | 3 (2013, 2016, 2018)                                    |
| Iran              | Nhì bảng tốt nhất thứ 2    | 26 tháng 3 năm 2019     | 2 (2013, 2016)                                          |
| Syria             | Nhì bảng tốt nhất thứ 3    | 26 tháng 3 năm 2019     | 3 (2013, 2016, 2018)                                    |
| Ả Rập Xê Út       | Nhì bảng tốt nhất thứ 4    | 26 tháng 3 năm 2019     | 3 (2013, 2016, 2018)                                    |

1 Chữ đậm chỉ ra đội vô địch cho năm đó. Chữ nghiêng chỉ ra chủ nhà cho năm đó.